# Leptodesmus caulleryi
Leptodesmus caulleryi är en mångfotingart som beskrevs av Henri W. Brölemann 1929. Leptodesmus caulleryi ingår i släktet Leptodesmus och familjen Chelodesmidae. Inga underarter finns listade i Catalogue of Life.